# Kira Rudik
Kira Oleksandrivna Rudik, född 14 oktober 1985, är en ukrainsk politiker. Hon är partiledare för partiet Holos och vice ordförande för Alliansen liberaler och demokrater för Europa (ALDE). Innan hon kom in i politiken arbetade hon inom den ukrainska och amerikanska IT-industrin. Hon var styrelseledamot i American Chamber of Commerce i Ukraina och IT Association of Ukraine.